# كأس رئيس الاتحاد الآسيوي 2008
كأس رئيس الاتحاد الآسيوي 2008 (بالإنجليزية: 2008 AFC President's Cup)‏ هو موسم من كأس رئيس الاتحاد الآسيوي. أقيم بتاريخ 2008، وفاز فيه ريغار-تاداز تورسونزاده.